# Рабрани
Рабрани су насељено мјесто у Босни и Херцеговини у општини Неум које административно припада Федерацији Босне и Херцеговине. Према попису становништва из 1991. у насељу је живјело 111 становника.

## Становништво
| Демографија | Демографија | Демографија |
| Година      | Становника  | Становника  |
| ----------- | ----------- | ----------- |
| 1991.       | 111         |             |